# Pałac w Orli
Pałac w Orli – zabytkowy pałac w miejscowości Orla (powiat krotoszyński).
W 1845 właścicielami wsi byli Kozierowscy, którzy w połowie XIX w. wybudowali tu dwór. Dobrami w tym czasie zarządzali Ernest Swinarski (1824-1891) herbu Poraj z żoną Bronisławą Raczyńską (1830-1888). Następnie właścicielem był Aleksander Mielżyński z miejscowości Baszków (wieś w województwie wielkopolskim).

Herb Poraj